# 甲亂記
甲亂記（羅馬字：Kōranki）是日本的歷史書。作者和著作年代不詳。
內容記載了天正10年（1582年）甲斐武田氏的滅亡，從木曾義昌背叛武田勝賴開始，直至到惠林寺被燒燬以及織田信長進入甲斐為止。
作者不明，但是正保3年（1646年）的武州江戶開版中在末尾寫著春日虎綱的外甥春日惣次郎的名字。
收錄在『續群書類從』、『甲斐志料集成』、『甲斐叢書』、以及清水茂夫和服部治則校注的『武田史料集』等書中。

## 內容
- 木曾義昌逆心之事
- 勝賴公向木曾出張之事
- 小笠原・下條并下伊那眾逆心之事
- 飯田・大島兩城自落之事
- 梅雪齋謀反并勝賴公諏訪被引退事
- 高遠之城沒落之事
- 勝賴公新府中被落事
- 小山田出羽守心替并勝賴公最後之事
- 武田相模守最後之事
- 武田一族并家僕之面面生害之事
- 惠林寺災滅并織田信長之事